# Distrito de Camilaca
El distrito de Camilaca es uno de los seis que conforman la provincia de Candarave, ubicada en el departamento de Tacna en el Sur del Perú. Su actual capital es la localidad de Alto Camilaca, donde se encuentra la sede de la alcaldía.
La antigua localidad de Camilaca es considerada "Capital folclórica del departamento de Tacna", por sus destacadas danzas autóctonas, como la anata, y sus coloridos y diversos trajes como el anaco, el sedasaco, los pañuelos bordados, etc.
Desde el punto de vista jerárquico de la Iglesia católica forma parte de la Diócesis de Tacna y Moquegua la cual, a su vez, pertenece a la Arquidiócesis de Arequipa.

## Toponimia
Existen varias teorías sobre la etimología de la palabra Camilaca, pero todas consideran que es de origen aimara. Una teoría nos dice que significaría "tierra rica" o "tierra fértil", ya que qami significa rico y laq'a, "tierra". Otra nos dice que qamiri significaba "persona opulenta, llena de riquezas", por lo que significaría "tierra de los 'qamiris' o hacendados".
Otra propuesta sugiere que proviene de kami, que en aimara significa "vida" o "pueblo", y laq'a que significaría "ladera" o "borde", entonces significaría "pueblo al borde de la ladera".

## Historia
Hasta fines del siglo XVIII esta hacienda perteneció a doña Rosa Encalada y Zevallos. Posteriormente, entre 1830 su poseedor fue don don Mariano Miguel Ugarte, un acaudalado comerciante limeño, quien luego se asentó en Arequipa. Finalizada la guerra con Chile la posesión de la hacienda pasó a manos de Juan Federico Ward de ascendencia inglesa, así como la familia De la Jara. Finalmente desde el 16 de enero de 1936 cientos de peones camilaqueños compraron esta hacienda a los propietarios don Avelino Lévano y Mac Lean, y la sucesión La Jara y Ureta, de ascendencia española. Entre las autoridades comunales para la compra de la hacienda esta don Vicente Flores, quien ejercía el cargo de personero y Teniente Gobernador. A la posterior compra de la hacienda a partir de los años de 1940 empieza a funcionar la primera escuela para niños, así como la construcción de la carretera desde Charaque hasta el pueblo.
Desde los años 60 la comunidad de Camilaca entra en litigio de tierras con los arrenderos de pastizales de la zona de Tacalaya, destacando en ello el personero don Ambrosio Bautista. También tuvieron litigios de aguas de Chocananta con los comuneros de Cambaya.
El distrito fue creado el 18 de agosto de 1988 y su primer alcalde fue don Tomás Mamani Laqui.

## Demografía
Cuenta con una población de 1,724 habitantes.

## División administrativa

### Localidades urbanas
- Alto Camilaca[2] (Capital)
- Nueva Camilaca
- Antiguo Camilaca
- Mirabaya[2]
- Tacalaya[2]

## Economía
Su actividad económica antes de 1970 fue la crianza de ganado vacuno, ovino, además del ganado auquénido en sus zonas altas de Lacuyo, Tacalaya, Vila Apacheta. En cuanto a la agricultura sus tierras son un prodigio para el cultivo de variedades de tubérculos: como variedad de papas(imilla, hanco imilla, huayro o peruanita) oca, izaña. racacha, haba, calabaza. maíz. Y en sus espacios bajos abundan los tunales. Desde inicios de 1970, los campesinos de Camilaca vieron que el orégano era muy requerido por el mercado del altiplano(Puno, Bolivia)y tal oportunidad hizo que los cultivos de alfalfares los cambiaran por plantaciones de orégano, que desde entonces hasta la fecha se llegó a denominar al pueblo de Camilaca, "Tierra del oro verde"

## Cultura

### Vestimenta

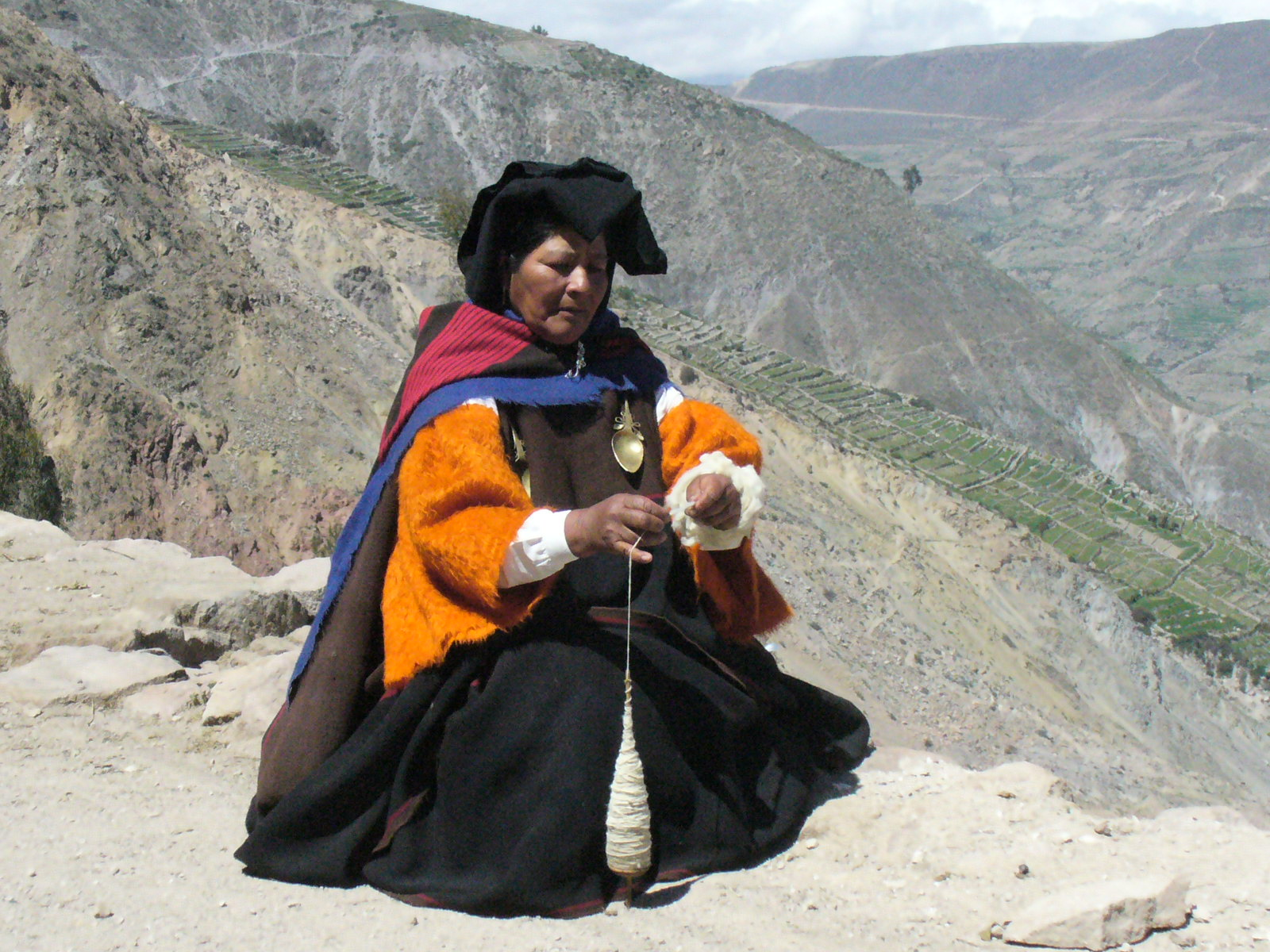
El urku negro, es una vestimenta femenina originaria del distrito de Camilaca declarada Patrimonio Cultural Inmaterial del Perú en 2009.

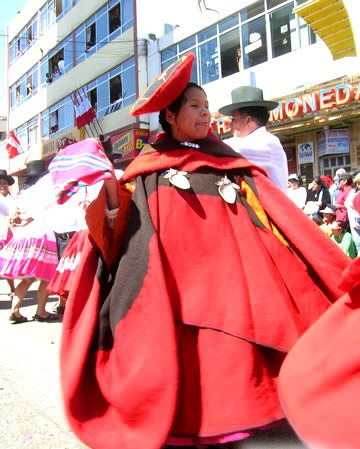
El urku rojo, es una vestimenta femenina originaria del distrito de Camilaca declarada Patrimonio Cultural Inmaterial del Perú en 2009.

Como trajes típicos utilizan los hombres; sombreros negros, ponchos y ojotas de cuero y las mujeres con polleras coloridas, sombreros y ojotas. Los trajes varían de acuerdo a las festividades y el uso cotidiano de los pobladores. 
El anaco es una de las vestimentas típicas más importantes del pueblo camilaqueño, siendo el mismo de dos variedades: el urku negro (prehispánico), el más antiguo; esta indumentaria se utilizaba en el quehacer diario. El anaco rojo escarlata (rojo con negro), se utiliza para las fiesta de anatas (febrero) y la fiesta de Pascua (abril). Cabe resaltar que en abril del 2009 el Instituto Nacional de Cultura y el Ministerio de Cultura del Perú, declaró el Anaco de Camilaca como Patrimonio Cultural Inmaterial del Perú.
La palabra Anaco, guarda estrecha relación con el guayuco que usaban los indios varones, al cual llamaban Emapú, Eyemapú o Anaco; al contrario del guayuco de las indias que era denominado simplemente guayuco.

### Danzas

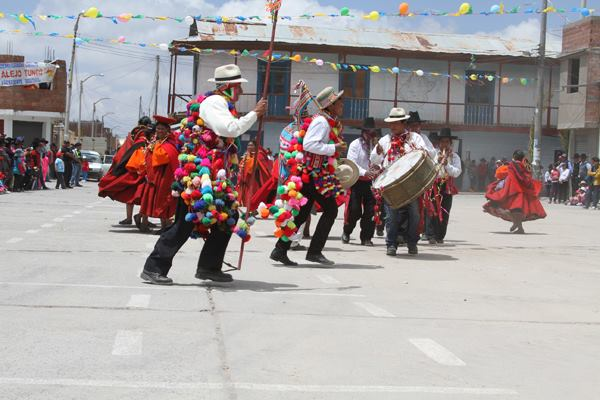
La anata es una danza prehispánica originaria del distrito de Camilaca. Anata cusisa, significa "fiesta de juego alegre" y es sinónimo de las fiestas de los carnavales celebradas entre febrero y marzo durante más de una semana luego de las primeras cosechas de productos. También se hacen ofrendas a la Gran Cruz del Martes pidiendo abundancia de ganado vacuno y ovino, así como la presencia de las lluvias. Los alferados son el capitán, el sargento y el martes.

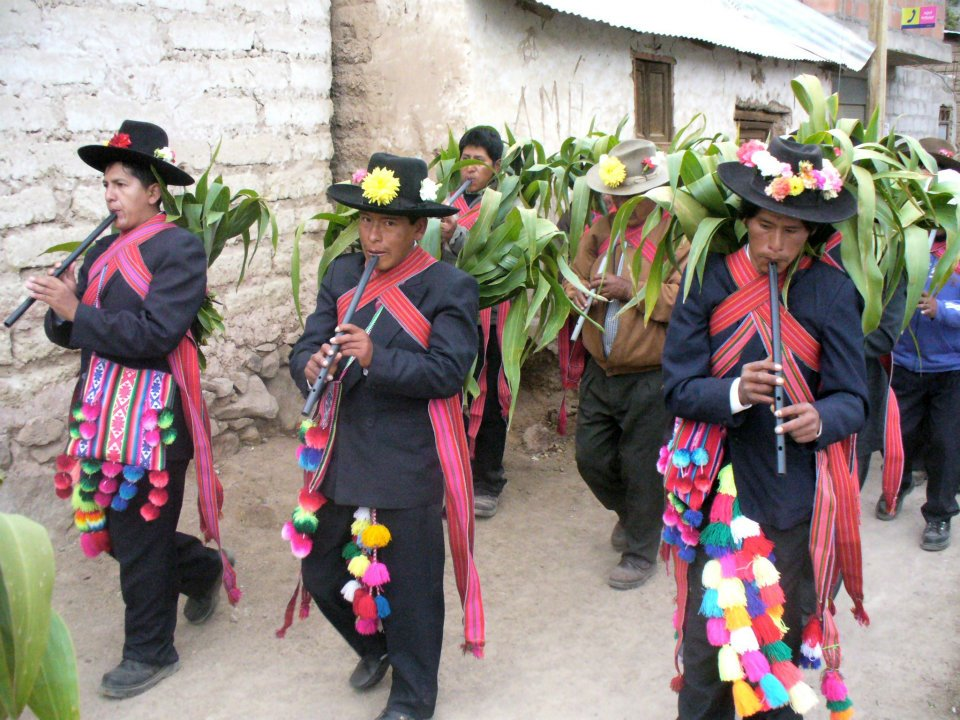
La danza de Pascua es originaria del distrito de Camilaca y es realizada en el mes de abril por los respectivos jueces de agua, los fiscaldillos.

Camilaca cuenta con hermosas danzas autóctonas y cada una de ellas tiene su propia vestimenta típica también autóctona. Algunas son: 
- Anata
- Orquesta
- Tarkada
- Pascua
- Zampoña
- Llamero
- Phuli
- Qullawa
- Chunchada
- Achachis o Monos
- Tundique

Grupos musicales folclóricos de Camilaca:
- Orquesta Sol Naciente de Camilaca.
- Orquesta Andina de Camilaca.
- Orquesta Los Incomparables de Camilaca.
- Orquesta Antares de Camilaca.
- Orquesta Los Super Brillantes de Camilaca.
- Orquesta Unión Andina de Camilaca (+).
- Orquesta Son Latinos de Camilaca (+).
- Tarkada Real Imperial de Camilaca.
- Tarkada Imperial de Camilaca (+).
- Zampoña, Ponchos Blancos 23 de Julio de Camilaca.
- Zampoña, Ponchos Blancos 24 de Julio de Camilaca.
- Zampoña, Ponchos Rojos 18 de agosto de Camilaca.
- Zampoña, Ponchos Blancos 13 de Diciembre de Camilaca.
- Anatas de Camilaca.
- Pascuas de Camilaca.

Artistas foclóricos camilaqueños:
- Prudencio Enaro
- Oscar Cruz
- Mauro Limache
- Judit Enaro
- Jean Carlos Enaro
- Milagros Pacci
- Jazmín Matos
- Juan Condori, El Ruiseñor
- Yanet Flores

### Gastronomía
Entre sus comidas típicas están: 
- Conserva de lacayote
- Chaulla frita
- Sango
- Upe
- Maíz tostado con queso
- Chuñoputi con carne de res y col
- Huatias de papas, ocas y haba
- Humitas
- Liquitanta de maíz con mate de muña

## Patrimonio

### Arquitectónico
- Iglesia de Camilaca y sus calles estrechas.
- Las cruces de madera en  diferentes puntos, resaltando la Gran Cruz del Martes.
- Represa de Corral Jahuira

### Arqueológico
- Andenes preíncas de Chiutani
- Cementerio preínca de Cotaña
- Pinturas rupestres de Quillcata

### Natural
- Cataratas y saltos de agua de Huacanani
- Catarata o chorro de Lojena *Catarata de Panina (en los límites con Cairani e Ilabaya)
- Nevados de Chocananta
- Volcán Tutupaca

## Festividades

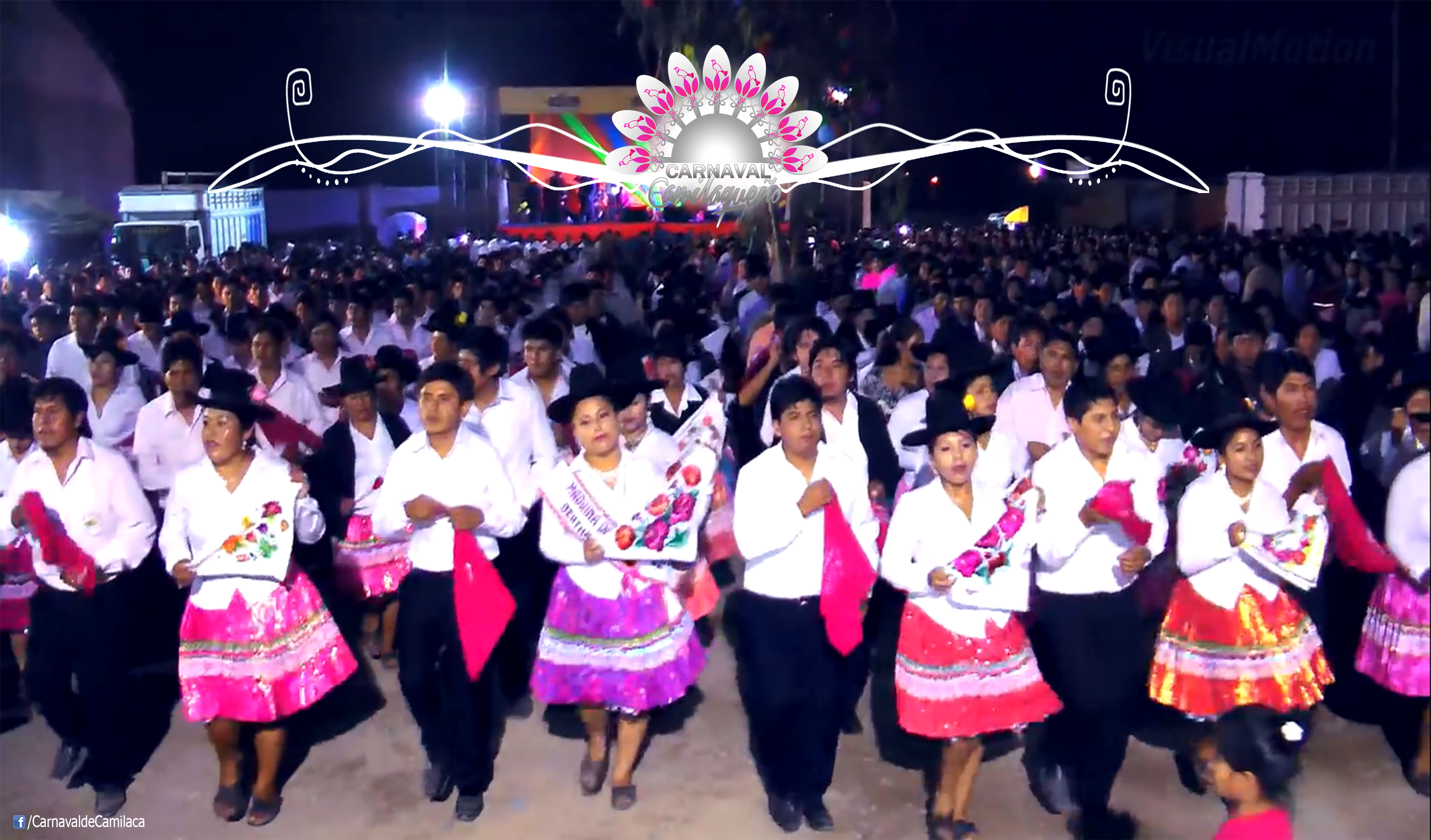
El Carnaval Camilaqueño inicia el 1 de febrero y termina el 30 de abril (3 meses) por lo que es considerado el carnaval más largo y grande del departamento de Tacna y del Perú.

- Febrero: Fiesta de la Anata, danza de la Anata.

- Uma liwi (Fiesta del agua)

- Febrero: El gran Carnaval Camilaqueño, danza de la orquesta y tarkada.
- Marzo: El gran Carnaval Camilaqueño, danza de la orquesta y tarkada.
- Abril: El gran Carnaval Camilaqueño, danza de la orquesta y tarkada.
- Abril: Festividad de las Pascuas, danza de la Pascua.
- Mayo: Fiesta de Cruces: 16, 17 y 18, Danza de zampoña.
- Julio: Festividad Patronal de Camilaca, 22, 23, 24, 25 y 26.

```
      - Virgen del Carmen el 22, 23 y 24. 
      - Apóstol Santiago 23, 24 y 25. 
      - Virgen Milagrosa 24, 25 y 26.
```

- Agosto: 18, Aniversario del Distrito de Camilaca.
- Diciembre: Fiesta Patronal de Nuevo Camilaca.
- Virgen de Guadalupe 11, 12 y 13. Imagen traída desde México por sor Herlinda Hernández Valdez.

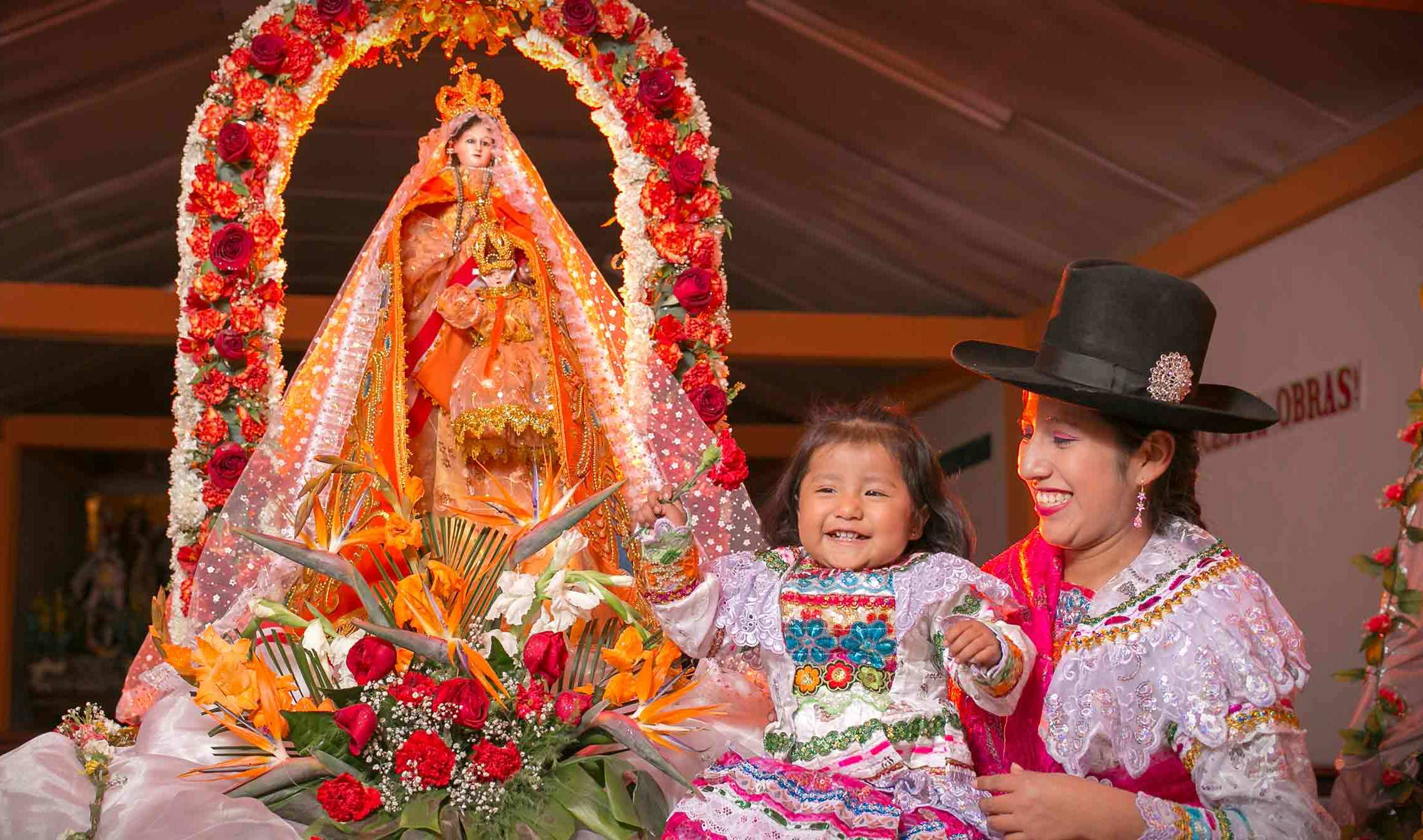
Fiesta patronal de la Virgen del Carmen del 22 al 26 de julio. Devotas lucen el traje típico del distrito de Camilaca.

## Autoridadest

### Municipales
- 2019 - 2022[8]
  - Alcalde: Modesto Mamani Cáceres, del Movimiento Independiente Regional Fuerza Tacna.
  - Regidores:

  1. Eder Junior Molinero Ramos (Movimiento Independiente Regional Fuerza Tacna)
  2. Carmen Limache Choque (Movimiento Independiente Regional Fuerza Tacna)
  3. Clarita Abigayiel Mamani Ramos (Movimiento Independiente Regional Fuerza Tacna)
  4. Nivia Erica Paria  (Movimiento Independiente Regional Fuerza Tacna)
  5. Santiago Aurelio Flores Mamani (Banderas Tacneñistas)